# Schmiechener See
Der Schmiechener See ist ein Natur- und Vogelschutzgebiet im Alb-Donau-Kreis in Baden-Württemberg, Deutschland. Der südöstlich vom Schelklinger Stadtteil Schmiechen gelegene Flachwassersee nimmt bei Hochwasser eine Fläche von bis zu 50 Hektar mit einer Wassertiefe von höchstens 2 Metern ein, in Trockenjahren kann er bis auf wenige Feuchtstellen austrocknen. Der Schmiechener See hat keinen Abfluss, sein einziger Zufluss ist der Siegenbach. Das Gebiet liegt auf einer bis zu 35 Meter mächtigen Tonschicht in einem Mäander des eiszeitlichen Urdonautals.
Das Mosaik aus perennierenden und periodischen Wasserstellen macht das Naturschutzgebiet zu einem artenreichen Lebensraum. Es ist ein bedeutendes Feuchtgebiet und gehört als Europäisches Vogelschutzgebiet DE-7624-402 Schmiechener See zum Natura-2000-Netzwerk.
Dominiert wird der Schmiechener See von Großseggenriedern. Rohrkolben-Röhrichte, Grauweidengebüsche, Wasserschwaden-Röhrichte und Teichbinsenröhrichte sind ebenfalls vorhanden. Fast 200 Vogelarten wurden im Gebiet gezählt, 52 davon als Brutvögel. Bemerkenswert ist auch der Amphibien- und Insektenreichtum, zum Beispiel das Vorkommen der Gefleckten Heidelibelle.
Der Schmiechener See wird in älterer Literatur teilweise auch Schmiecher See genannt, im Volksmund heißt er einfach „d’r Sai“.

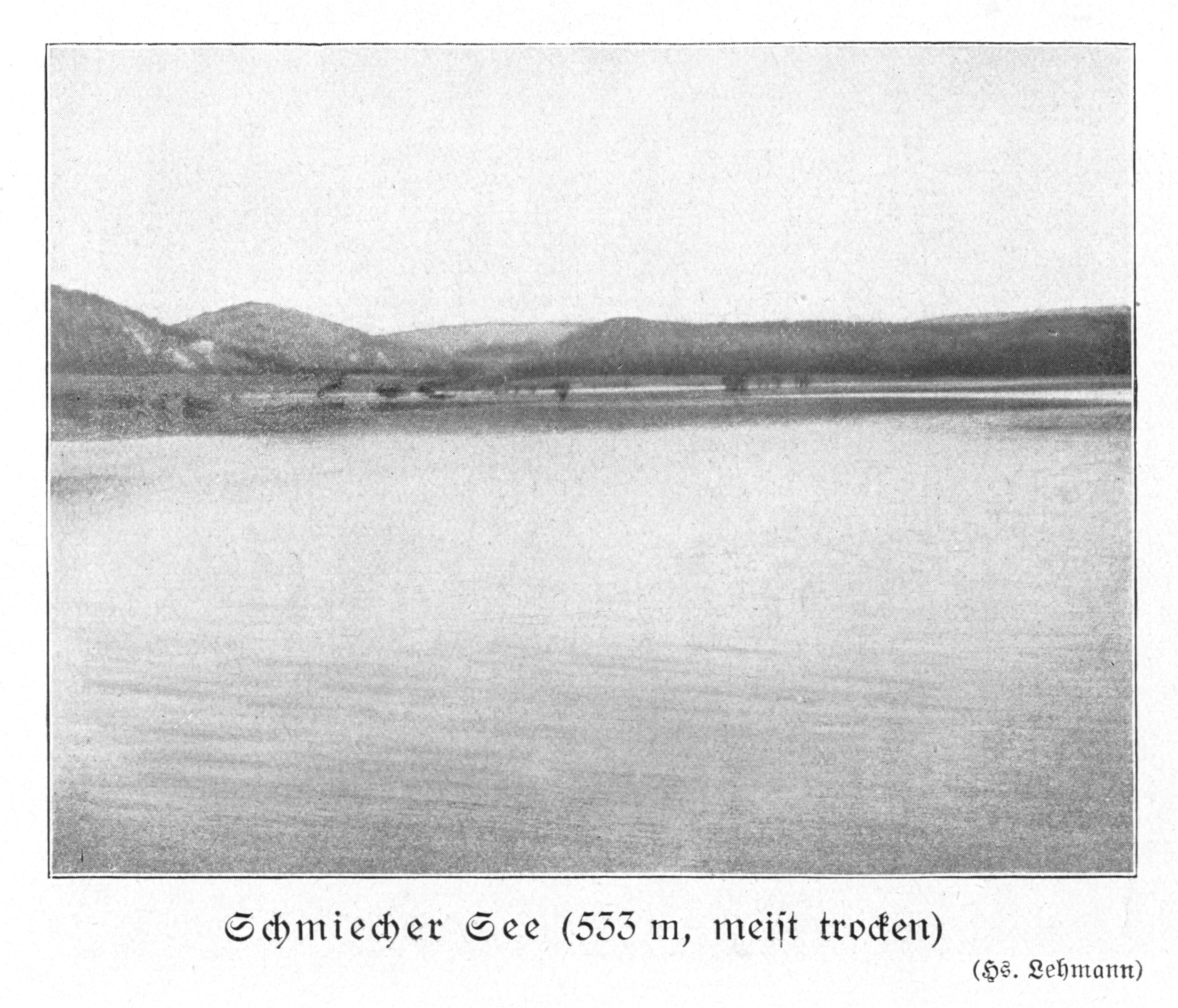
Foto des Schmiecher Sees vor 1914 von Hans Lehmann